# Mongardino
Mongardino es una localidad y comune italiana de la provincia de Asti, región de Piamonte, con 972 habitantes.

## Evolución demográfica
| Gráfica de evolución demográfica de Mongardino entre 1861 y 2001 |
|                                                                  |
| Fuente ISTAT - elaboración gráfica de Wikipedia                  |